# Andrzej Daszkiewicz
Andrzej Daszkiewicz (ur. 10 października 1938 r. w Słupcy, zm. 20 listopada 2004 w Rzeszowie) – polski historyk, profesor Politechniki Rzeszowskiej. Specjalizował się w badaniach nad historią okresu II wojny światowej i lat powojennych (1939–1947) w Polsce, był prekursorem studiów nad Polskim Państwem Podziemnym i ruchem oporu na terenie Małopolski i Podkarpacia.

## Życiorys
Syn Władysława i Jadwigi z domu Neneman, dorastał w Słupcy, gdzie w 1952 ukończył szkołę podstawową. Był słuchaczem Technicznej Szkoły Wojsk Lotniczych w Oleśnicy, a po jej rozwiązaniu uczęszczał do Państwowego Liceum Ogólnokształcącego w Koninie, gdzie zdał egzamin dojrzałości w 1958.
W latach 1958–1960 pracował jako nauczyciel w szkołach podstawowych w Woli Koszuckiej i Gostyniu zdobywając jednocześnie kwalifikacje pedagogiczne w trybie eksternistycznym. W latach 1960–1965 odbył magisterskie studia historyczne na Uniwersytecie im. Adama Mickiewicza w Poznaniu. Po ich ukończeniu był przez rok (1965/1966) nauczycielem w Szkole Podstawowej nr 2 w Mrągowie.
W 1966 rozpoczął studia doktoranckie w Wyższej Szkole Pedagogicznej (WSP) w Krakowie. W 1967 przystąpił do Polskiego Towarzystwa Historycznego, a w 1968 ogłosił drukiem pierwszy artykuł naukowy. W październiku 1970 objął stanowisko starszego asystenta w Wyższej Szkole Inżynierskiej w Rzeszowie. 
W marcu 1971 obronił przygotowaną pod kierunkiem Józefa Buszki rozprawę doktorską Ruch oporu w regionie Beskidu Niskiego w latach 1939–1945, za którą otrzymał Nagrodę im. Aleksandra Zawadzkiego w kategorii najlepszej pracy habilitacyjnej lub doktorskiej poświęconej II wojnie światowej. Opublikował ją w formie monografii w 1975.
1 sierpnia 1971 został adiunktem w Wyższej Szkole Inżynierskiej, a w marcu 1974, na kilka miesięcy przed jej przekształceniem w Politechnikę Rzeszowską (PRz), objął stanowisko docenta kontraktowego. Był w 1974 laureatem nagrody Ministra Nauki, Szkolnictwa Wyższego i Techniki za osiągnięcia dydaktyczno-wychowawcze w 1974. Prowadził w tym okresie zajęcia z politologii i nauk politycznych dla studentów PRz, a także z historii dla studentów Wyższej Szkoły Pedagogicznej w Rzeszowie. Od 1980 był członkiem Komitetu Redakcyjnego Wydawnictw PRz i pełnił do 1993 funkcję redaktora naukowego sekcji nauk społecznych.
Habilitował się w krakowskiej WSP w 1985 na podstawie rozprawy Partie i stronnictwa polityczne w Polsce południowo-wschodniej (VIII 1944–I 1947). Od 1985 był członkiem Senatu PRz, gdzie do 1993 brał udział w pracach Komisji Nauki, a następnie w Komisji Dydaktyki. W październiku 1986 został przez rektora PRz Kazimierza Oczosia mianowany kierownikiem Międzywydziałowego Zakładu Nauk Społecznych, we wrześniu 1990 kierownikiem Międzywydziałowego Zakładu Nauk Humanistycznych i Ekonomicznych. 
1 lutego 1991 został profesorem nadzwyczajnym, a od 1992 kierował Zakładem Nauk Humanistycznych. Współorganizował utworzony w 1993 Wydział Zarządzania i Marketingu PRz, zasiadając w radzie Wydziału oraz w komisjach ds. nauki i oceny pracowników.
Jego działalność dydaktyczna obejmowała zajęcia z historii gospodarczej dla studentów Wydziału Zarządzania oraz z historii cywilizacji i historii Polski dla studentów innych wydziałów. Był promotorem i recenzentem prac doktorskich, magisterskich i licencjackich bronionych na PRz i rzeszowskiej WSP.
Zainicjował badania nad historią regionu podkarpackiego w latach II wojny światowej i po jej zakończeniu. Należał obok Andrzeja Zagórskiego, Jana Sokoła i Mieczysława Wieliczki do autorów pierwszych prac naukowych poświęconych Polskiemu Państwu Podziemnemu i antykomunistycznym organizacjom niepodległościowym na terenie Rzeszowszczyzny. W latach 90. prowadził kwerendę w niedostępnych dotąd archiwach ZSRR, wykorzystując m.in. akta radzieckiego kontrwywiadu wojskowego Smiersz.
Napisał sześć monografii i kilkadziesiąt artykułów. Publikował m.in. w miesięczniku „Ideologie i Polityka” (w latach 70.), w krakowskich „Studiach Historycznych” i w warszawskim „Wojskowym Przeglądzie Historycznym”. Był uczestnikiem Kongresów Historyków Wsi i Ruchu Ludowego w Rzeszowie i Lublinie oraz konferencji organizowanych przez rzeszowski oddział Instytutu Pamięci Narodowej.

## Odznaczenia
W 1976 został uhonorowany Złotym Krzyżem Zasługi, a w 1993 – medalem „Zasłużony dla Politechniki Rzeszowskiej”. Był kilkakrotnym laureatem nagród Rektora PRz.

## Publikacje

### Książki
- Ruch oporu w regionie Beskidu Niskiego w latach 1939–1945, Wydawnictwo Ministerstwa Obrony Narodowej, Warszawa 1975
- (redaktor naukowy) Podwyższanie efektywności kształtowania naukowego światopoglądu studentów w procesie studiowania nauk społecznych. Materiały konferencji naukowej, Rzeszów, październik 1977, Politechnika Rzeszowska, Rzeszów 1977
- Partie i stronnictwa polityczne w Polsce południowo-wschodniej (VIII 1944–I 1947), Redakcja Wydawnictw Uczelnianych Politechniki Rzeszowskiej, Rzeszów 1982
- Międzypartyjne stosunki polityczne w Polsce południowo-wschodniej (lata 1944–1947), Krajowa Agencja Wydawnicza, Rzeszów 1987 ISBN 83-03-01800-0
- Droga do zjednoczenia ruchu robotniczego w Polsce południowo-wschodniej 1944–1948, Krajowa Agencja Wydawnicza, Rzeszów 1989 ISBN 83-03-02702-6
- Polskie Stronnictwo Ludowe na Rzeszowszczyźnie 1945–1947. Lata walki, Fosze, Rzeszów 1993
- Referendum i wybory w województwie rzeszowskim w latach 1946–1947, Oficyna Wydawnicza Politechniki Rzeszowskiej, Rzeszów 2000 ISBN 83-7199-125-8

### Wybór artykułów
- Stosunki pomiędzy organizacjami wojskowymi tzw. obozu londyńskiego w rejonie Beskidu Niskiego (1939–1945), „Studia Historyczne” 17/4 (1974), s. 627–649
- Przerzuty graniczne w rejonie Beskidu Niskiego i Bieszczadów w czasie okupacji hitlerowskiej, „Wojskowy Przegląd Historyczny” 1974, nr 1, s. 447–454
- Z historii i historiografii Polski Ludowej 1944–1950 (refleksja krytyczna), „Studia Historyczne” 31/3 (1988), s. 481–491
- Stosunki PPR–PPS inaczej – na przykładzie województwa rzeszowskiego (marzec–grudzień 1948), „Zeszyty Naukowe Politechniki Rzeszowskiej. Nauki Społeczne” 19 (1993), s. 5–23
- Z dziejów Stronnictwa Narodowego w Polsce południowo-wschodniej w latach 1945–1946, „Studia Rzeszowskie” 2 (1995)
- Struktura organizacyjna konspiracji Narodowej Organizacji Wojskowej po sierpniu 1944 r. na terenie Polski południowo-wschodniej, „Studia Historyczne” 38/1 (1995), s. 101–110
- Czystki w ruchu ludowym na Rzeszowszczyźnie (lata 1948–1949), „Zeszyty Naukowe - Politechnika Rzeszowska. Ekonomia i Nauki Humanistyczne” 2 (1996), s. 5–27
- Życie polityczne w Łańcucie w latach 1944–1948, [w:] Łańcut. Studia i szkice z dziejów miasta, red. Włodzimierz Bonusiak, Rzeszów 1997
- Kilka refleksji na marginesie książki Richarda Pipesa „Rewolucja rosyjska” (PWN, Warszawa 1994), „Prace Historyczno-Archiwalne” 7 (1999), s. 133–135
- Wybrane zagadnienia polityczne sytuacji przedwyborczej na Rzeszowszczyźnie (1946–1947 r.), [w:] Pamiętny rok 1947, red. Maria E. Ożóg, Rzeszów 2001
- Zarys zbrojnej działalności Narodowej Organizacji Wojskowej w województwie rzeszowskim w latach 1944–1948, „Prace Historyczno-Archiwalne” 12 (2002), s. 201–208